# Burgh Castle (fortificació)

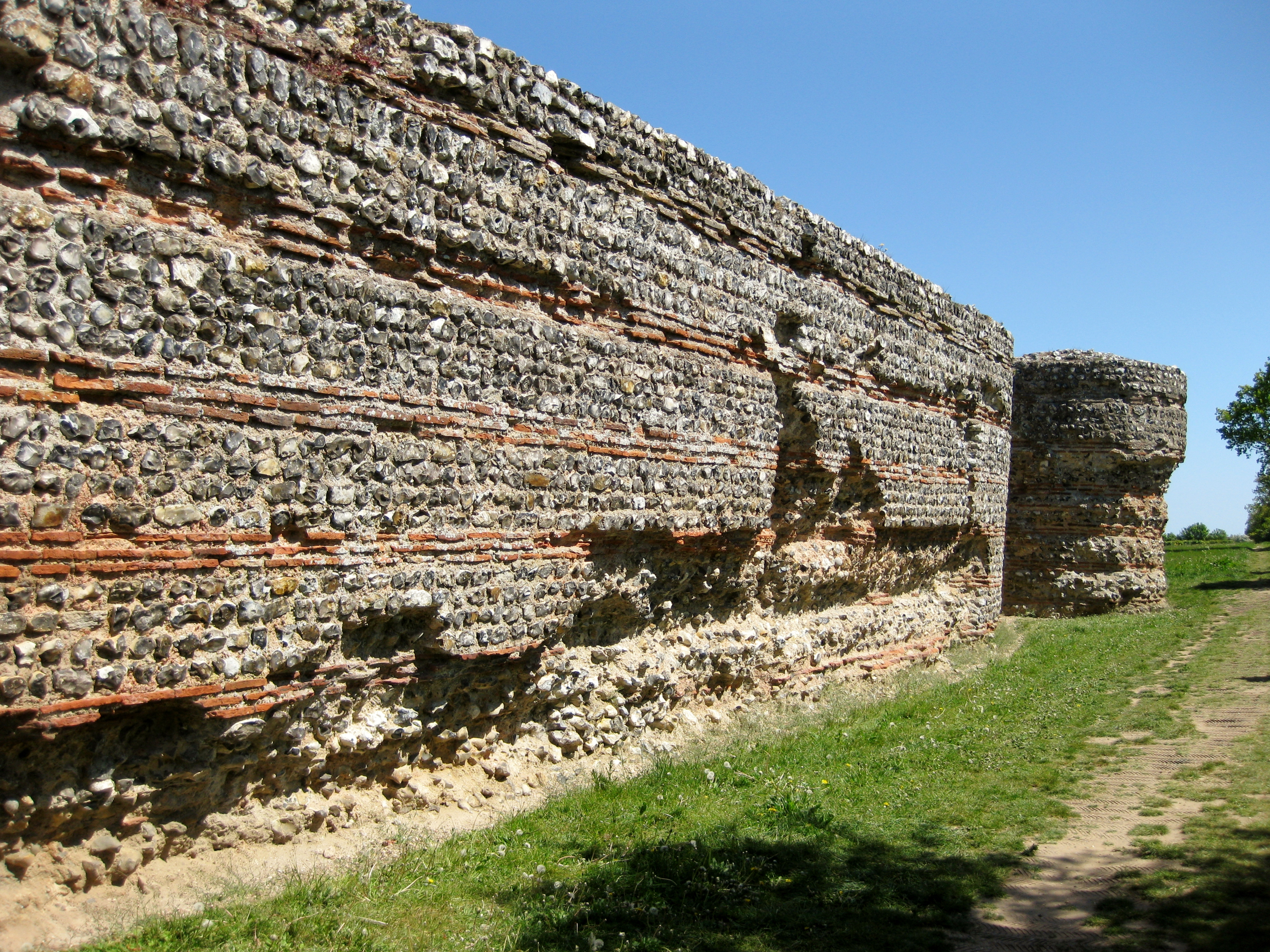
La muralla de Burgh Castle.

Burgh Castle, prop del poble de Burgh Castle, és una fortificació romana de la qual només queda la muralla, gairebé intacta, de 205 m per 100 m, amb una altura de 4,6 m. Es barreja com un dels dos possibles emplaçaments de Gariannonum, una de les nou fortificacions romanes construïdes en el Litus Saxonicum, és a dir, la costa sud i est d'Anglaterra, i esmentades en el Notitia Dignitatum de l'exèrcit romà. i que va ser l'aquarterament d'un regiment de cavalleria romana de equites stablesiani.

## Història
Es pensa que va ser una de les fortificacions aixecades pels romans cap al segle iii per protegir la civitas de Venta Icenorum, riu amunt i la resta de l'interior de Norfolk. A més de la fortificació per a la guarnició, fora de les seves muralles hi havia un vicus i un cementiri.
Després de l'abandó per la guarnició romana per la retirada de les tropes romanes de tota la Britania Romana, i basant-se en els escrits del Beda el Venerable, va ser utilitzat com a monestir, el de Cnobheresburg, fundat per Sant Furseu a principis del segle vii, quan Sigebert, el rei d'Anglia Oriental, va cedir un terreny dins d'una muralla romana, en un lloc encara sense concretar.
Després de la conquesta normanda de 1066, en una cantonada es va construir un castell de mota castral, aprofitant les muralles impressionants de la fortificació romana, encara existents.